# Canapè (gastronomia)

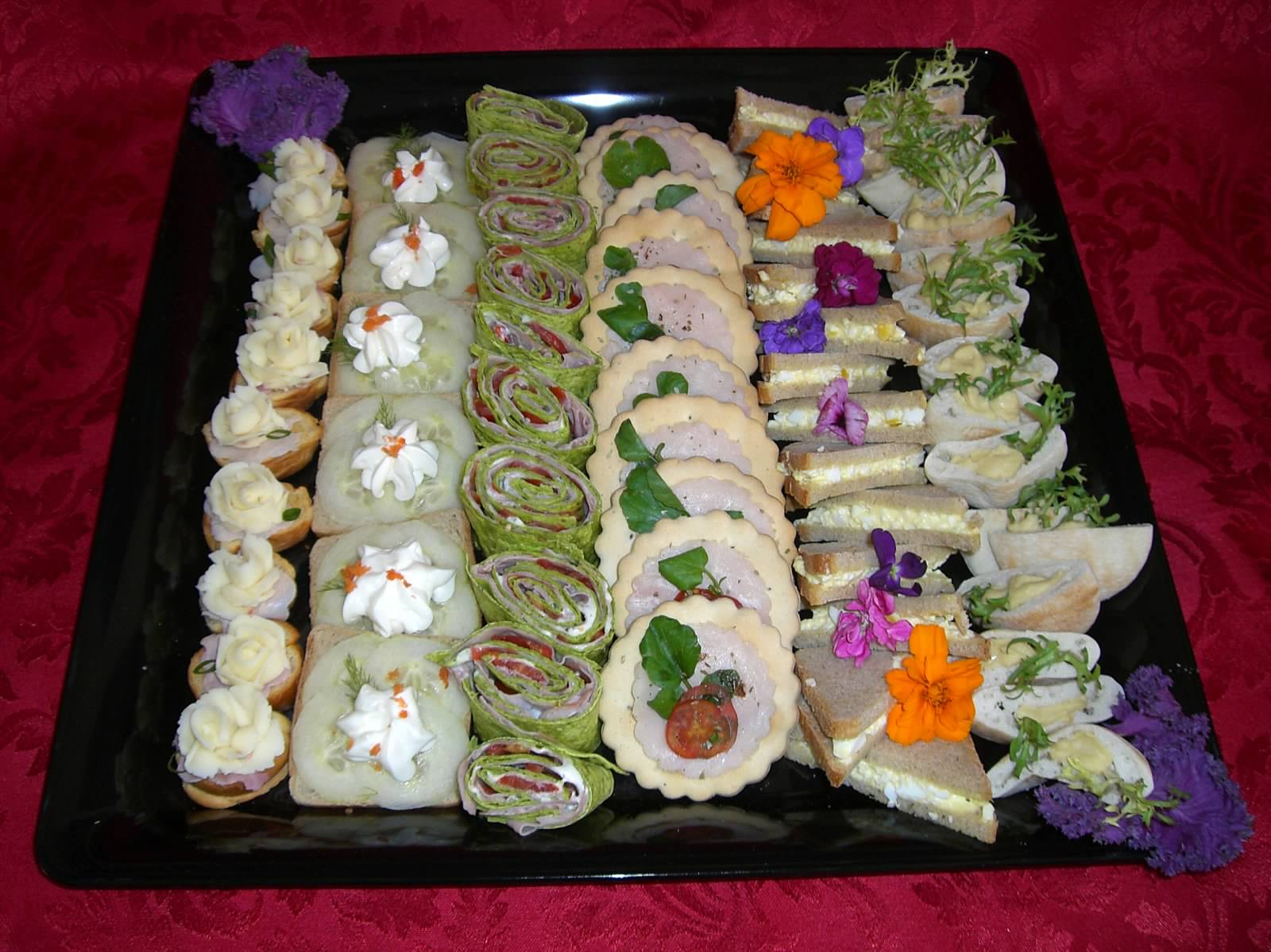
Safata de canapès

En matèria culinària, un canapè o canapé designa aperitius elaborats, de mida petita, consistent generalment en un tall de pa petit sobre la qual es diposita diferents ingredients per tal de realitzar entremesos sota forma d'amuse-gueule. Per extensió, «canapè» designa igualment l'entremès així preparat. El pa utilitzat és sovint del pa de motlle, que de vegades és torrat o fregit.
Els canapès generalment decorats que s'agafen amb els dits i sovint es mengen d'un mos. Són delícies tradicionals de festes i celebracions on se serveixen dempeus abans de l'àpat principal.

## Etimologia
El nom prové de la paraula francesa que designa un sofà, basant-se en l'analogia que la guarnició s'assenta damunt del pa com ho fa la gent en un sofà.

## Característiques
Els canapès consten de galeta, torrada o petites llesques de pa en diverses formes que serveixen com a suport per a altres saborosos aliments com ara carn, formatge, peix, caviar, paté, puré, polenta, o condiments.
Tradicionalment, els canapès es fan de pa de motlle, retirant l'escorça i tallant el seu interior en diverses formes amb un tallador o ganivet. Les formes poden incloure cercles, anells, quadrats, tires o triangles. Aquests trossos de pa llavors són preparats amb una de les següents tècniques:
- Fregir en oli i assecar-los en paper absorbent
- Untar-los a mantega o altre greix
- Torrar

Els aliments de vegades són altament elaborats abans de la seva col·locació i s'apliquen amb una mànega pastissera. Llavors, s'apliquen adorns decoratius. Els canapès se serveixen en safates assortides que són ofertes per cambrers o col·locades sobre les taules.